# 안토쿠 천황
안토쿠 천황(일본어: 安徳天皇, 지쇼 2년 11월 12일(1178년 12월 22일) - 주에이 4년 3월 24일(1185년 4월 25일))은 일본의 81번째 천황이다(재위 기간: 지쇼 4년 4월 22일(1180년 5월 18일) - 주에이 4년 3월 24일(1185년 4월 25일)). 휘는 도코히토(言仁)이다.

## 가족관계
아버지는 다카쿠라 천황이고, 어머니는 겐레이몬인이다. 다이라노 기요모리는 그의 외조부이며, 다이라노 도키코는 외조모이다.
8살에 붕어하였기 때문에, 후비도 자녀도 없다. 미혼 남성 천황은 세이네이 천황, 로쿠조 천황에 이어 3번째이고, 마지막 미혼 남성 천황이다.

## 약력
지쇼 2년(1178년) 11월 12일 출생하여, 태어난 지 약 한 달 뒤인 12월 15일 태자가 되었다. 지쇼 4년(1180년) 2월 21일 천조(踐祚)하여, 4월 22일 겨우 3세의 나이로 천황에 즉위하였다. 정치적 실권은 외조부인 다이라노 기요모리가 쥐고 있었다. 즉위한 후 얼마 지나지 않아 기요모리는 수도를 교토에서 후쿠하라로 옮기는 계획을 실행에 옮겼고, 안토쿠 천황도 이때 후쿠하라로 행행(行幸)하였다. 하지만 반년 뒤 다시 교토로 돌아갔다.
주에이 2년(1183년), 미나모토노 요시나카가 교토로 진격해오자 삼종신기를 지니고 다이라 씨 일족과 함께 교토를 떠나 피신했다. 안토쿠 천황과 다이라씨 일족은 다자이후에 갔다가 야시마(屋島)에 이르렀고, 여기에 행궁을 설치했다. 미나모토노 요리토모가 파견한 미나모토 씨 군대가 다이라 씨를 야시마 전투에서 격파하면서, 또 한 차례 해상으로 도주하였다. 결국 주에이 4년(1185년) 3월 24일, 단노우라 전투에서 다이라 씨가 패전하면서 일족은 멸망하였고, 안토쿠 천황도 이때 바다에 몸을 던져 자살하였다. 당시 나이는 8세였다.
안토쿠 천황이 단노우라에서 몸을 던진 당시의 상황을 『헤이케모노가타리』에서는 다음과 같이 전하고 있다. 다이라노 도모모리가 작은 배를 타고 안토쿠 천황 등이 있는 배에 와서 패전 상황을 알리자, 미리부터 각오를 하고 있었던 천황의 외조모 다이라노 도키코는 신새(神璽)를 옆에 끼고 보검을 허리에 찬 뒤 안토쿠 천황을 안고서, 물속으로 뛰어들기 위해 배의 난간으로 향하였다. 이때 안토쿠 천황이 도키코에게 "나를 어디로 데려가려는 것입니까"라고 묻자, 도키코는 "군주께서는 아직 알지 못하십니까. 전생의 십선계행(十善戒行)의 힘에 의해 이제 만승의 주인으로 태어나셨지만, 악연에 이끌려 운이 이미 다하셨습니다. 우선 동쪽을 향해 이세 대신궁에 인사드리시고, 그 다음 서방정토로부터 마중을 나올 것이라 생각하시고 서쪽을 향해 염불을 하십시오. 이 나라는 괴로운 곳이므로, 극락정토라는 즐거운 곳으로 데려가는 것입니다"라며 눈물을 머금고 이야기했다. 안토쿠 천황이 동쪽에 하직 인사를 하고 서쪽을 향해 염불을 외자, 도키코는 마침내 안토쿠 천황을 끌어안고 "파도 밑에도 도성이 있사옵니다"라고 천황을 달래며 천길 바닷속으로 들어갔다는 것이다. 한편 『아즈마카가미(吾妻鏡)』에서는 안토쿠 천황을 안고 물에 들어간 사람이 아제노쓰보네(按察局)라 하였으며, 아제노쓰보네는 목숨을 구했다고 한다.
안토쿠 천황의 시신은 물위로 떠오르지 않았다가, 이후 해안 주민의 그물에 걸려 발견되었다고 전한다. 천황과 함께 물에 빠진 신새와 보검 중 신새는 되찾았으나 보검은 끝내 물속으로 사라졌다.
후일 안토쿠 천황을 배향한 아카마 신궁이 건립되었다.

## 같이 보기
- 일본 천황
- 아카마 신궁